# Liste der Fahnenträger der Olympischen Winterspiele 1998
Die Liste der Fahnenträger der Olympischen Winterspiele 1998 führt die Fahnenträger bei der Eröffnungsfeier auf.
Beim Einmarsch der Nationen zogen Athleten aller teilnehmenden Länder in das Olympiastadion Nagano ein. Bei der Eröffnungsfeier wurden die einzelnen Teams von einem Fahnenträger aus den Reihen ihrer Sportler oder Offiziellen angeführt, der entweder von ihrem jeweiligen Nationalen Olympischen Komitee (NOK) oder von den Athleten selbst bestimmt wurde.

## Reihenfolge
Der griechischen Mannschaft wurde traditionell der Platz an vorderster Stelle gewährt, ein Sonderstatus, der aus der Ausrichtung der antiken und ersten Spiele der Moderne in Griechenland herrührt. Japan marschierte als Gastgebernation zuletzt ein. Die anderen Länder betraten das Stadion in alphabetischer Reihenfolge in der Sprache der Gastgebernation, in diesem Fall also Japanisch. Diese Reihenfolge entspricht sowohl der Tradition als auch den Statuten des Internationalen Olympischen Komitees (IOK).

## Liste der Fahnenträger
Nachfolgend führt eine Liste die Fahnenträger der Eröffnungsfeier aller teilnehmenden Nationen auf, sortiert nach der Abfolge ihres Einmarsches. Die Liste ist zudem sortierbar nach ihrem Staatsnamen, nach Mannschaftskürzel, nach Anzahl der Athleten, nach dem Nachnamen des Fahnenträgers und dessen Sportart.

### Nach Nationen
| Abfolge | Nationalmannschaft           | Japanischer Name                 | Kürzel | Eröffnungsfeier      | Eröffnungsfeier  | Abschlussfeier            | Abschlussfeier |
| Abfolge | Nationalmannschaft           | Japanischer Name                 | Kürzel | Fahnenträger         | Sportart         | Fahnenträger              | Sportart       |
| ------- | ---------------------------- | -------------------------------- | ------ | -------------------- | ---------------- | ------------------------- | -------------- |
| 1       | Griechenland                 | ギリシャ                         | GRE    | Vasilios Dimitriadis | Ski Alpin        |                           |                |
| 2       | Andorra                      | アンドラ                         | AND    | Victor Gómez         | Ski Alpin        |                           |                |
| 3       | Argentinien                  | アルゼンチン                     | ARG    | Carola Calello       | Ski Alpin        |                           |                |
| 4       | Armenien                     | アルメニア                       | ARM    | Alla Mikajeljan      | Skilanglauf      |                           |                |
| 5       | Australien                   | オーストラリア                   | AUS    | Richard Nizielski    | Shorttrack       | Zali Steggall             | Ski Alpin      |
| 6       | Österreich                   | オーストリア                     | AUT    | Emese Hunyady        | Eisschnelllauf   |                           |                |
| 7       | Aserbaidschan                | アゼルバイジャン                 | AZE    | Julija Worobjowa     | Eiskunstlauf     |                           |                |
| 8       | Belarus                      | ベラルーシ                       | BLR    | Aljaksandr Papou     | Biathlon         |                           |                |
| 9       | Belgien                      | ベルギー                         | BEL    | Conrad Alleblas      | Chef de Mission  |                           |                |
| 10      | Bermuda                      | バミューダ                       | BER    | John Hoskins         | Chef de Mission  |                           |                |
| 11      | Bosnien und Herzegowina      | ボスニア・ヘルツェゴビナ         | BIH    | Mario Franjić        | Bob              |                           |                |
| 12      | Brasilien                    | ブラジル                         | BRA    | Marcelo Apovian      | Ski Alpin        |                           |                |
| 13      | Bulgarien                    | ブルガリア                       | BUL    | Ljubomir Popow       | Ski Alpin        |                           |                |
| 14      | Kanada                       | カナダ                           | CAN    | Jean-Luc Brassard    | Freestyle-Skiing | Catriona LeMay Doan       | Eisschnelllauf |
| 15      | Chile                        | チリ                             | CHI    | Duncan Grob          | Offizieller      |                           |                |
| 16      | Volksrepublik China          | 中華人民共和国                   | CHN    | Zhao Hongbo          | Eiskunstlauf     |                           |                |
| 17      | Kroatien                     | クロアチア                       | CRO    | Janica Kostelić      | Ski Alpin        | Vedran Pavlek             | Ski Alpin      |
| 18      | Zypern                       | キプロス                         | CYP    | Andreas Vasili       | Ski Alpin        |                           |                |
| 19      | Tschechien                   | チェコ                           | CZE    | Luboš Buchta         | Skilanglauf      |                           |                |
| 20      | Dänemark                     | デンマーク                       | DEN    | Helena Blach Lavrsen | Curling          |                           |                |
| 21      | Estland                      | エストニア                       | EST    | Kalju Ojaste         | Biathlon         |                           |                |
| 22      | Finnland                     | フィンランド                     | FIN    | Janne Ahonen         | Skispringen      | Harri Kirvesniemi         | Skilanglauf    |
| 23      | Mazedonien                   | マケドニア旧ユーゴスラビア共和国 | MKD    | Gjoko Dineski        | Skilanglauf      |                           |                |
| 24      | Frankreich                   | フランス                         | FRA    | Philippe Candeloro   | Eiskunstlauf     |                           |                |
| 25      | Georgien                     | グルジア                         | GEO    | Sopiko Achmeteli     | Ski Alpin        |                           |                |
| 26      | Deutschland                  | ドイツ                           | GER    | Jochen Behle         | Skilanglauf      | Gunda Niemann-Stirnemann  | Eisschnelllauf |
| 27      | Großbritannien               | イギリス                         | GBR    | Michael Dixon        | Biathlon         | Sean Olsson               | Bob            |
| 28      | Ungarn                       | ハンガリー                       | HUN    | Krisztina Egyed      | Eisschnelllauf   | Szabolcs Vidrai           | Eiskunstlauf   |
| 29      | Island                       | アイスランド                     | ISL    | Theódóra Mathiesen   | Ski Alpin        |                           |                |
| 30      | Indien                       | インド                           | IND    | Shiva Keshavan       | Rennrodeln       |                           |                |
| 31      | Iran                         | イラン                           | IRI    | Hassan Shemshaki     | Ski Alpin        |                           |                |
| 32      | Irland                       | アイルランド                     | IRL    | Terry McHugh         | Bob              |                           |                |
| 33      | Israel                       | イスラエル                       | ISR    | Michael Shmerkin     | Eiskunstlauf     |                           |                |
| 34      | Italien                      | イタリア                         | ITA    | Gerda Weißensteiner  | Rennrodeln       |                           |                |
| 35      | Jamaika                      | ジャマイカ                       | JAM    | Ricky McIntosh       | Offizieller      |                           |                |
| 36      | Kasachstan                   | カザフスタン                     | KAZ    | Wladimir Smirnow     | Skilanglauf      |                           |                |
| 37      | Kenia                        | ケニア                           | KEN    | Philip Boit          | Skilanglauf      |                           |                |
| 38      | Südkorea                     | 大韓民国                         | KOR    | Hur Seung-wook       | Ski Alpin        |                           |                |
| 39      | Kirgisistan                  | キルギスタン                     | KGZ    | Alexander Tropnikow  | Biathlon         |                           |                |
| 40      | Lettland                     | ラトビア                         | LAT    | Sandis Prūsis        | Bob              |                           |                |
| 41      | Liechtenstein                | リヒテンシュタイン               | LIE    | Tamara Schädler      | Ski Alpin        |                           |                |
| 42      | Litauen                      | リトアニア                       | LTU    | Povilas Vanagas      | Eiskunstlauf     |                           |                |
| 43      | Luxemburg                    | ルクセンブルク                   | LUX    | Patrick Schmit       | Eiskunstlauf     |                           |                |
| 44      | Moldau                       | モルドバ                         | MDA    | Ion Bucsa            | Biathlon         |                           |                |
| 45      | Monaco                       | モナコ                           | MON    | Gilbert Bessi        | Bob              |                           |                |
| 46      | Mongolei                     | モンゴル                         | MGL    | Boldyn Sansarbileg   | Shorttrack       |                           |                |
| 47      | Niederlande                  | オランダ                         | NED    | Carla Zijlstra       | Eisschnelllauf   | Gianni Romme              | Eisschnelllauf |
| 48      | Neuseeland                   | ニュージーランド                 | NZL    | Peter Henry          | Offizieller      |                           |                |
| 49      | Norwegen                     | ノルウェー                       | NOR    | Espen Bredesen       | Skispringen      | Ole Einar Bjørndalen      | Biathlon       |
| 50      | Nordkorea                    | 朝鮮民主主義人民共和国           | PRK    | Yun Chol             | Shorttrack       |                           |                |
| 51      | Polen                        | ポーランド                       | POL    | Jan Ziemianin        | Biathlon         |                           |                |
| 52      | Portugal                     | ポルトガル                       | POR    | Mafalda Pereira      | Freestyle-Skiing |                           |                |
| 53      | Puerto Rico                  | プエルトリコ                     | PUR    | José Ferrer          | Bob              |                           |                |
| 54      | Rumänien                     | ルーマニア                       | ROU    | Mihaela Dascălu      | Eisschnelllauf   |                           |                |
| 55      | Russland                     | ロシア                           | RUS    | Alexei Prokurorow    | Skilanglauf      | Larissa Lasutina          | Skilanglauf    |
| 56      | Slowakei                     | スロバキア                       | SVK    | Ivan Bátory          | Skilanglauf      |                           |                |
| 57      | Slowenien                    | スロベニア                       | SLO    | Primož Peterka       | Skispringen      |                           |                |
| 58      | Südafrika                    | 南アフリカ                       | RSA    | Shirene Human        | Eiskunstlauf     |                           |                |
| 59      | Spanien                      | スペイン                         | ESP    | Juan Jesús Gutiérrez | Skilanglauf      |                           |                |
| 60      | Schweden                     | スウェーデン                     | SWE    | Torgny Mogren        | Skilanglauf      |                           |                |
| 61      | Schweiz                      | スイス                           | SUI    | Guido Acklin         | Bob              | Brigitte Albrecht-Loretan | Skilanglauf    |
| 62      | Chinesisch Taipeh            | チャイニーズ・タイペイ           | TPE    | Sun Kuang-ming       | Bob              |                           |                |
| 63      | Trinidad und Tobago          | トリニダード・トバゴ             | TTO    | Curtis Harry         | Bob              |                           |                |
| 64      | Türkei                       | トルコ                           | TUR    | Arif Alaftargil      | Ski Alpin        |                           |                |
| 65      | Ukraine                      | ウクライナ                       | UKR    | Andrij Derysemlja    | Biathlon         |                           |                |
| 66      | Vereinigte Staaten           | アメリカ合衆国                   | USA    | Eric Flaim           | Shorttrack       | Cammi Granato             | Eishockey      |
| 67      | Uruguay                      | ウルグアイ                       | URU    | Gabriel Hottegindre  | Ski Alpin        |                           |                |
| 68      | Usbekistan                   | ウズベキスタン                   | UZB    | Komil Urunbayev      | Ski Alpin        |                           |                |
| 69      | Venezuela                    | ベネズエラ                       | VEN    | Iginia Boccalandro   | Rennrodeln       |                           |                |
| 70      | Amerikanische Jungferninseln | バージン諸島                     | ISV    | Paul Zar             | Bob              |                           |                |
| 71      | BR Jugoslawien               | ユーゴスラビア                   | YUG    | Marko Đorđević       | Ski Alpin        |                           |                |
| 72      | Japan                        | 日本                             | JPN    | Hiroyasu Shimizu     | Eisschnelllauf   | Hiroyasu Shimizu          | Eisschnelllauf |

### Nach Sportarten
| Sportart              | Eröffnungsfeier | Anzahl | Schlussfeier | Anzahl |
| --------------------- | --- | ------ | --- | ------ |
| Biathlon              | Estland – Großbritannien – Kirgisistan – Moldau – Polen – Ukraine – Belarus | 7      | Norwegen | 1      |
| Bobsport              | Amerikanische Jungferninseln – Bosnien und Herzegowina – Chinesisch Taipeh – Irland – Lettland – Monaco – Puerto Rico – Schweiz – Trinidad und Tobago                                   | 9      | Großbritannien | 1      |
| Curling               | Dänemark | 1      | |        |
| Eishockey             | – | 0      | Vereinigte Staaten | 1      |
| Eiskunstlauf          | Aserbaidschan – Volksrepublik China – Frankreich – Israel – Litauen – Luxemburg – Südafrika                                                                                             | 7      | Ungarn | 1      |
| Eisschnelllauf        | Japan – Niederlande – Österreich – Rumänien – Ungarn | 5      | Deutschland – Japan – Kanada – Niederlande | 4      |
| Freestyle-Skiing      | Kanada – Portugal |        | |        |
| Nordische Kombination | – | 0      | |        |
| Rennrodeln            | Italien – Indien – Venezuela | 3      | |        |
| Shorttrack            | Australien – Mongolei – Nordkorea – Vereinigte Staaten | 4      | |        |
| Ski Alpin             | Andorra – Argentinien – Brasilien – Bulgarien – Georgien – Griechenland – Island – Iran – BR Jugoslawien – Kroatien – Liechtenstein – Südkorea – Türkei – Uruguay – Usbekistan – Zypern | 16     | Australien – Kroatien | 2      |
| Skilanglauf           | Armenien – Deutschland – Kasachstan – Kenia – Mazedonien – Russland – Schweden – Slowakei – Spanien – Tschechien                                                                        | 10     | Finnland – Russland – Schweiz | 3      |
| Skispringen           | Finnland – Norwegen – Slowenien | 3      | |        |
| Snowboard             | – | 0      | |        |
| Offizieller           | Belgien – Bermuda – Chile – Jamaika – Neuseeland | 5      | |        |
| unbekannt             | – | 0      | Amerikanische Jungferninseln – Andorra – Argentinien – Armenien – Aserbaidschan – Belgien – Bermuda – Bosnien und Herzegowina – Brasilien – Bulgarien – Chinesisch Taipeh – Chile – China – Dänemark – Estland – Frankreich – Georgien – Griechenland – Island – Indien – Iran – Irland – Israel – Italien – Jamaika – BR Jugoslawien – Kasachstan – Kenia – Kirgisistan – Lettland – Liechtenstein – Litauen – Luxemburg – Mazedonien – Moldau – Monaco – Mongolei – Neuseeland – Nordkorea – Österreich – Polen – Portugal – Puerto Rico – Rumänien – Südkorea – Schweden – Slowakei – Slowenien – Spanien – Südafrika – Trinidad und Tobago – Tschechien – Türkei – Ukraine – Uruguay – Usbekistan – Venezuela – Belarus – Zypern | 59     |